# Castell de Bàscara
El Castell Episcopal és un castell declarat bé cultural d'interès nacional dins del nucli urbà de Bàscara, a l'extrem de tramuntana del terme, a la zona més elevada del municipi dominant el pas del riu Fluvià. El recinte fortificat de la població de Bàscara estava format pel Castell Episcopal i les muralles que l'envoltaven. El castell està situat a la banda de ponent del nucli antic de la vila actual, al damunt del penya-segat que domina el riu Fluvià i delimitat entre la Plaça de l'Església, el Carrer Joan Reglà i el de Sant Sebastià.

## Descripció
Es tracta d'un edifici de planta irregular format per diversos cossos adossats, amb les cobertes d'una i dues vessants de teula i distribuït en planta baixa, pis i golfes. Per la banda de llevant, l'edifici està adossat a la muralla atalussada que protegia l'antic castell, que alhora es correspon amb la façana principal de l'edifici. Presenta el portal principal d'accés d'arc rebaixat emmarcat en pedra, a la planta baixa, i dues finestres d'arc rebaixat bastides amb maons i força reformades, al pis. A la part superior es conserven petites espitlleres fetes de maons. L'interior presenta un vestíbul cobert amb una volta rebaixada feta de maons disposats a pla. A la planta baixa també hi ha sostres de revoltons i biguetes bastits amb maons. Al pis, la sala principal està coberta amb una volta rebaixada amb llunetes i motllures decoratives. La construcció està bastida amb còdols i pedra sense desbastar, lligats amb abundant morter de calç i amb diversos trams del parament arrebossats.
Al costat de tramuntana de l'edifici hi ha un altre tram de la muralla que tancava el recinte emmurallat del castell, tot i que en aquest cas no està adossat a l'edifici actual. D'aquest tram cal destacar el portal d'arc de mig punt adovellat i, damunt seu, un escut gravat amb les armes del bisbe Berenguer d'Anglesola. Aquests dos trams de muralla estan units per l'anomenada torre de la Presó, situada a la cantonada nord-est. Actualment encara es conserva el pas de ronda que donava accés a la torre des de la muralla de llevant, tot i que refet. La torre és de planta circular, amb el basament atalussat, i presenta una porta d'obertura recent als baixos i una finestra bastida amb maons, ambdues al costat sud del parament. El coronament de la torre, de diàmetre més petit que la resta, presenta restes d'espitlleres conservades, bastides amb maons.

## Història
La importància de la fortificació de Bàscara es manté al llarg dels segles per la seva situació estratègica en el camí de Girona a França. Es pot parlar de tres recintes emmurallats, incloent el castell.
La primera menció és de l'any 1241, quan el rei Jaume I va autoritzar al bisbe de Girona, Guillem de Cabanelles, a alçar fortificacions a la vila de Bàscara.
El castell era el tercer nucli fortificat de la vila de Bàscara, i al seu interior només hi havia cases particulars. Els murs sud i oest foren construïts al mateix temps que el segon recinte emmurallat de la vila. El de llevant coincideix amb el costat de ponent de la primera muralla. A l'interior del recinte, un carrer paral·lel a l'actual Parets creuava el terme en sentit est-oest, organitzant la distribució de les cases.
Les referències documentals situades entre els anys 1369 i 1380 mencionen diverses obres de reforçament i fortificació de les muralles davant del risc d'invasions. L'any 1407 hi ha una notícia referent a l'escut situat al portal del mur nou de Bàscara. Fou esculpit per Pere Oller, imatger de Girona, per un total de 107 sous. Presenta les armes del bisbe de Girona, Berenguer d'Anglesola, el qual tenia el rang de cardenal.
Segons un plànol francès de l'any 1711, el castell continuava tenint tres torres, dues de planta circular i una de quadrada. Durant la guerra del Francès, el castell, i també les muralles, va ser parcialment destruïts. Dues de les torres varen ser minades i derruïdes amb pólvora, quedant dempeus únicament la torre de la Presó actual. El castell deixà de tenir un ús militar i finalitzada la guerra Gran i la guerra de la Independència, el mariscal Suchet ordena volar les fortificacions, cosa que provocà que el castell s'enrunés. Actualment està tancat al públic i és de propietat privada.